# الرابطة الطبية البريطانية

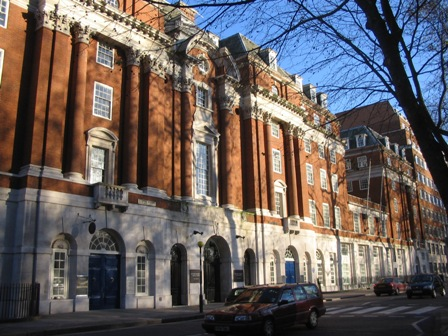
الرابطة الطبية البريطانية بلندن.

الرابطة الطبية البريطانية (بالإنجليزية: British Medical Association، وتختصر إلى BMA) هي رابطة مهنية ونقابة عمالية مسجلة للأطباء في المملكة المتحدة، تهدف إلى «تشجيع علوم الطب والعلوم المكملة، والمحافظة على شرف المهنة الطبية ومصالحها».
لا تختص الرابطة الطبية البريطانية تأهيل الأطباء ولا بتنظيم عملهم (وهي أشياء من اختصاص المجلس الطبي العام). يقع مقر الرابطة في دار الرابطة الطبية البريطانية (بالإنجليزية: BMA House)‏ بميدان تافيستوك بالعاصمة لندن، إلى جانب مكاتب إقليمية في كارديف وبلفاست وإدنبرة، ومكتب أوروبي في بروكسل وعدد من المكاتب في أنحاء إنجلترا.
أنشئت الرابطة في 19 يوليو 1832 على يد السير تشارلز هاستنغز (1794 ـ 1866)، الذي اقترح تأسيسها ـ تحت اسم الرابطة الطبية والجراحية الإقليمية (بالإنجليزية: Provincial Medical and Surgical Association)‏ ـ في اجتماع تم في حضور خمسين طبيبًا بحجرة مجلس إدارة مستشفى ورستر.
ينتمي إلى الرابطة حاليًا قرابة 156 ألف طبيب و19 ألف طالب طب، وتصدر عنها المجلة الطبية البريطانية.

## وصلات خارجية
- الموقع الرسمي للرابطة (بالإنجليزية)
- مكتبة الرابطة الطبية البريطانية (بالإنجليزية)